# أصداف القلم
أصداف القلم أو القيصليات أو  الصيوانيات (الاسم العلمي: Pinnidae)، فصيلة رخويات من محاريات المياه المالحة وتنتمي إلى رتبة المحاريات الجناحية وأشباهها.